# 館林市立第八小学校
館林市立第八小学校（たてばやししりつ だいはちしょうがっこう）は、群馬県館林市西高根町にある公立小学校。

## 沿革
- 公式サイト 沿革

- 1874年（明治7年）1月 足次村に敬業学舎開校
- 1875年（明治8年）6月 木戸・高根・成島をもって竜興寺に分光を設け、高明学舎と称する。
- 1880年（明治13年） 高明小学校と改称
- 1886年（明治19年）4月 第240学区公立高根尋常小学校と称する。
- 1890年（明治23年）5月 多々良尋常小学校と改称（児童数177名）
- 1910年（明治43年）3月 多々良尋常高等小学校と校名変更（学級数10）
- 1941年（昭和16年） 多々良村立国民学校と改称
- 1947年（昭和22年 ）多々良村立多々良小学校と改称
- 1954年（昭和29年）4月 館林市立多々良小学校と改称
- 1966年（昭和41年）4月 館林市立第八小学校と改称
- 1978年（昭和53年）4月 館林市立第十小学校を開校し、多々良教場として、本校に7学級を置く。
- 1979年（昭和54年）3月 現在の館林市立第十小学校に移転。
- 1989年（平成元年）12月 平和と愛の鐘設置
- 1995年（平成7年）2月 コンピュータ室工事完成
- 2004年（平成16年）7月 図書室内エアコン設置
- 2005年（平成17年）6月 普通教室内扇風機設置
- 2006年（平成18年）10月 B棟校舎改修工事竣工
- 2010年（平成22年）2月 体育館耐震補強（大規模改修）
- 2011年（平成23年）6月 普通教室エアコン設置

## 学区
- 高根町[3]
- 日向町[3]
- 北成島町[3]
- 木戸町[3]
- 松沼町[3]
- 西高根町[3]

## 校歌
作詞は梅田輝夫、作曲は荒井チヤによる。
- 歌詞 公式サイト

## 周辺
- 群馬県立多々良沼公園
- 群馬県立館林美術館
- 高根跨線橋

## アクセス
最寄り駅は、東武伊勢崎線多々良駅及び、館林駅である。